# Long Key (Middle Keys)
Pour les articles homonymes, voir Long Key (Dry Tortugas).
Long Key est une île des Keys, archipel des États-Unis d'Amérique situé dans le golfe du Mexique au sud de la péninsule de Floride. Elle est située dans les Middle Keys et relève administrativement du comté de Monroe.